# Epilobium
Epilobium (Dill. ex L., 1753), comunemente noto come epilobio, è un genere di piante appartenente alla famiglia delle Onagraceae dalla distribuzione cosmopolita, anche se con una maggior varietà di specie concentrata nelle zone a clima temperato o freddo.

## Descrizione
Le specie del genere Epilobium sono erbe annue o perenni, eccezionalmente frutici.
Le foglie sono semplici, ovali o lanceolate, di solito opposte.
I fiori hanno quattro petali ben separati (corolla dialipetala), di colore rosa, rosso, giallo o viola secondo le specie. I petali sono quasi sempre bilobati, dando l'impressione superficiale di essere otto invece che quattro.
Il frutto è una capsula cilindrica allungata, che si apre a maturità liberando numerosi semi piumati. La cospicua piumosità bianca favorisce efficacemente la dispersione dei semi a opera del vento.

## Tassonomia

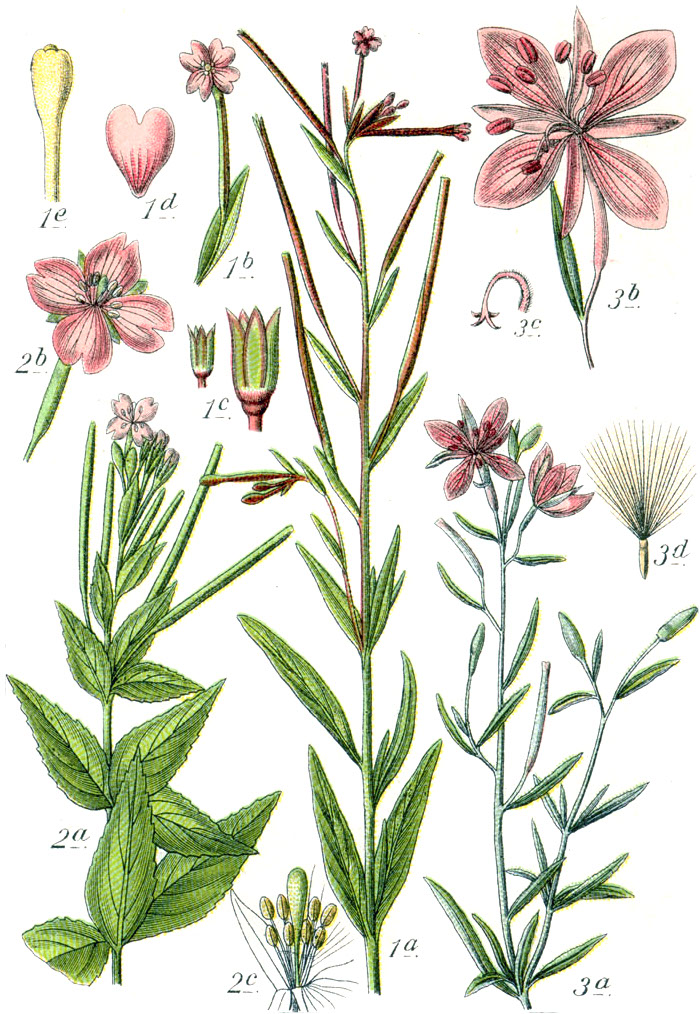
Alcune specie di Epilobium

All'interno del genere Epilobium sono incluse 186 diverse specie. Tra queste se ne segnalano una decina appartenenti anche alla flora italiana:
- Epilobium alpinum
- Epilobium alsinifolium
- Epilobium angustifolium
- Epilobium dodonaei
- Epilobium hirsutum
- Epilobium lanceolatum
- Epilobium montanum
- Epilobium palustre
- Epilobium parviflorum
- Epilobium roseum
- Epilobium tetragonum